# يونومي موساكو
يونومي موساكو (بالإنجليزية: Wunmi Mosaku)‏ مواليد 31 يوليو 1986 في زاريا، نيجيريا، هي ممثلة بريطانية بدأت مسيرتها الفنية عام 2006.

## الأعمال

### أفلام
- أنا عبدة : 2010
- فيلومينا : 2013

## روابط خارجية
- يونومي موساكو على موقع IMDb (الإنجليزية)
- يونومي موساكو على موقع روتن توميتوز (الإنجليزية)
- يونومي موساكو على موقع ألو سيني (الفرنسية)
- يونومي موساكو على موقع ميوزك برينز (الإنجليزية)
- يونومي موساكو على موقع أول موفي (الإنجليزية)
- يونومي موساكو على موقع قاعدة بيانات الفيلم (الإنجليزية)
- يونومي موساكو على موقع كينوبويسك (الروسية)